# Jean-Baptiste Jodin
Jean-Baptiste Jodin est un homme politique français né le 12 septembre 1756 à Montmédy (Meuse) et décédé le 9 août 1830 à Stenay (Meuse).

## Biographie
Procureur syndic du district de Montmédy, il est député de la Meuse de 1791 à 1792, siégeant dans la majorité. En 1800, il est commissaire près le tribunal civil de Montmédy.

## Sources
- Ressource relative à la vie publique :   - Base Sycomore
- Notices d'autorité :   - VIAF
  - LCCN
  - WorldCat
- « Jean-Baptiste Jodin », dans Adolphe Robert et Gaston Cougny, Dictionnaire des parlementaires français, Edgar Bourloton, 1889-1891 [détail de l’édition]